# GNU Health
GNU Health是一個著重於公共卫生與社會醫學的自由医院信息系统。其功能包含了電子健康紀錄的管理與实验室信息管理系统的功能。
它被設計為可在多種平台上執行，支援GNU/Linux發行版、FreeBSD、Windows與macOS。它也支援如PostgreSQL等多種不同的数据库。其以Python編寫，並使用Tryton框架做為其中一部份的組成元件。
GNU Health已被联合国大学採用。2011年時，其成為了GNU官方軟體包。其在自由软件基金会在麻州大學波士頓分校舉辦的LibrePlanet 2012上獲得了對社會最有助益專案獎。
GNU Health是GNU Solidario的一個專案，其為一個致力於在健康與教育領域使用自由軟體的非營利性非政府組織。

## 歷史
GNU Health由Luis Falcón在2008年開始開發，當時是鄉村地區的健康促進與疾病預防的專案，其初始名稱為Medical。現在已經變成了醫院資訊管理系統，並擁有跨領域的國際貢獻者團隊。
在2011年8月時，理查德·斯托曼宣佈GNU Health成為官方GNU軟體包。此後，開發工作從SourceForge轉換至GNU Savannah。

## 使用
GNU Health適用於衛生機構與政府，其包含了日常臨床實踐、管理資源與改善公共卫生的功能。

## 功能
GNU Health使用了圍繞著核心開發不同模組的方式，如此可以包含不同的功能以符合不同機構的需求。部份主要的軟體包為：
| 軟體包             | 功能 |
| ------------------ | --- |
| 健康               | 核心軟體包。包含了人口統計資料、病患、評估、健康中心、預約、疫苗接種、藥物、健康狀況、健康專家及其他核心模型與功能。   |
| 小兒科             | 小兒科主要軟體包（包含了新生兒資訊與小兒科心理社會評估）。                                                             |
| 小兒生長圖表       | 包含了世界卫生组织的百分位數與標準分數圖表。                                                                           |
| 婦產科             | 婦科、產科、圖產期與產後期評估與病史。                                                                                 |
| 生活方式           | 身體鍛煉、飲食、毒癮、國家藥物濫用研究所(NIDA)休閒藥物資料庫、Henningfield評分、性行為、危害因子、居家安全、兒童安全。 |
| 遺傳學             | 人類遺傳資訊與家族病史。包含了來自NCBI/GeneCards的四千兩百多種「疾病基因」。                                           |
| 遺傳學UniProt      | 關於人類蛋白質天然變異與表現形式的UniProt資料庫。                                                                      |
| 實驗室             | 实验室信息管理系统功能。                                                                                               |
| 社會經濟學         | 教育、職業、生活條件、不友善的區域、童工與賣淫等評估與歷史。                                                           |
| 住院               | 住院、床位、手術室管理。院內照護與護理計劃。                                                                           |
| 手術               | 術前檢查表、步驟、手術室、病患手術史。                                                                                 |
| 服務               | 為病患依健康服務分組。其也可以生成發票並對所選服務進行收費。                                                           |
| 行事曆             | CalDAV與WebDAV伺服器。管理預約、住院、床位與其他資源。                                                                 |
| QR碼               | 包含了用於識別人員、病患與實驗室順序的QR碼。                                                                           |
| 歷史               | 病患人口統計與病史。                                                                                                   |
| MDG6               | 千年发展目标6：防治疟疾、结核病與艾滋病的功能。                                                                        |
| 報告               | 人口統計學、流行病學與健康中心相關資訊。                                                                               |
| 護理               | 護理功能。病患藥物管理與步驟。                                                                                         |
| ICU                | 基礎加護病房評估、歷史與病患評估。                                                                                     |
| 庫存               | 藥物與地點管理。在醫療程序中自動生成庫存移動。                                                                         |
| NTD                | 涵蓋被忽视热带病的基礎模組。                                                                                           |
| NTD Chagas         | 用於對查加斯病之傳染控制、診斷與管理的NTD子模組。                                                                      |
| NTD Dengue         | 用於對骨痛熱症之傳染控制、診斷與管理的NTD子模組。                                                                      |
| 醫學影像           | 醫學影像管理功能。 |
| ICPM               | 世界衛生組織國際醫學步驟分類。                                                                                         |
| 加密               | 支援使用密碼雜湊函數對文件進行摘要／紀錄完整性檢查；數位簽章與GnuPG外掛程式。                                          |
| 歸檔               | 用於追蹤老舊或紙本病历。                                                                                               |
| 眼科               | 基礎眼科学與视光学功能。                                                                                               |
| 健康功能與身心障礙 | 基於世界衛生組織國際健康功能與身心障礙分類系統與老挝醫療與康復中心。                                                   |
| ICD9 Vol 3         | 世界衛生組織ICD-9-CM第三卷步驟代碼。                                                                                   |
| 保險               | 服務與產品管理的保險及價格表。                                                                                         |
| EMS                | 救護車與急救管理系統。                                                                                                 |

## 文化影響
- GNU Health在世界卫生组织會議上的WSIS論壇中被介紹為「改善婦女與兒童健康資訊與責任的資訊通訊技術」[8]。
- GNU Health在2012年獲得了自由软件基金会的社會貢獻專案獎[4]。
- GNU Health贏得了PortalProgramas的2012、2014與2015年的最具革命性自由軟體獎[9]與2012年的最大增長潛力獎[10]。
- GNU Health在2016年獲得了開放原始碼商業獎的Sonderpreis獎[11][12]。

## GNUHealthCon
GNUHealthCon是由GNU Solidario所組織的年度會議。其提供了開發者、建置者與社群成員在三天內的見面機會。其包含了社會醫學、技術討論、實作案例與工作坊。

## GNU Health社會醫學獎
GNU Health社會醫學獎頒獎典禮是GNUHealthCon的一部份。此獎項旨在表彰致力於改善弱勢群體的個人與組織。獎項共分三類：個人、組織與GNU Health實作。
GNU Health社會醫學獎
| 年份 | 個人           | 組織                   | GNU Health實作          |
| ---- | -------------- | ---------------------- | ----------------------- |
| 2016 | 理查德·斯托曼  | 国际红十字与红新月运动 | 寮國醫療與康復中心(CMR) |
| 2017 | Lorena Enebral | Entre Ríos國立大學     | Bikop醫療中心           |

## 外部連結
- 官方网站
- GNU Health翻譯網站（页面存档备份，存于）
- GNU Health Con（页面存档备份，存于）
- GNU Solidario（页面存档备份，存于）
- GNU LIMS（页面存档备份，存于）
- Tryton專案網頁（页面存档备份，存于）
- 歐洲共同體開放原始碼觀察站與知識庫（页面存档备份，存于）